# Midea

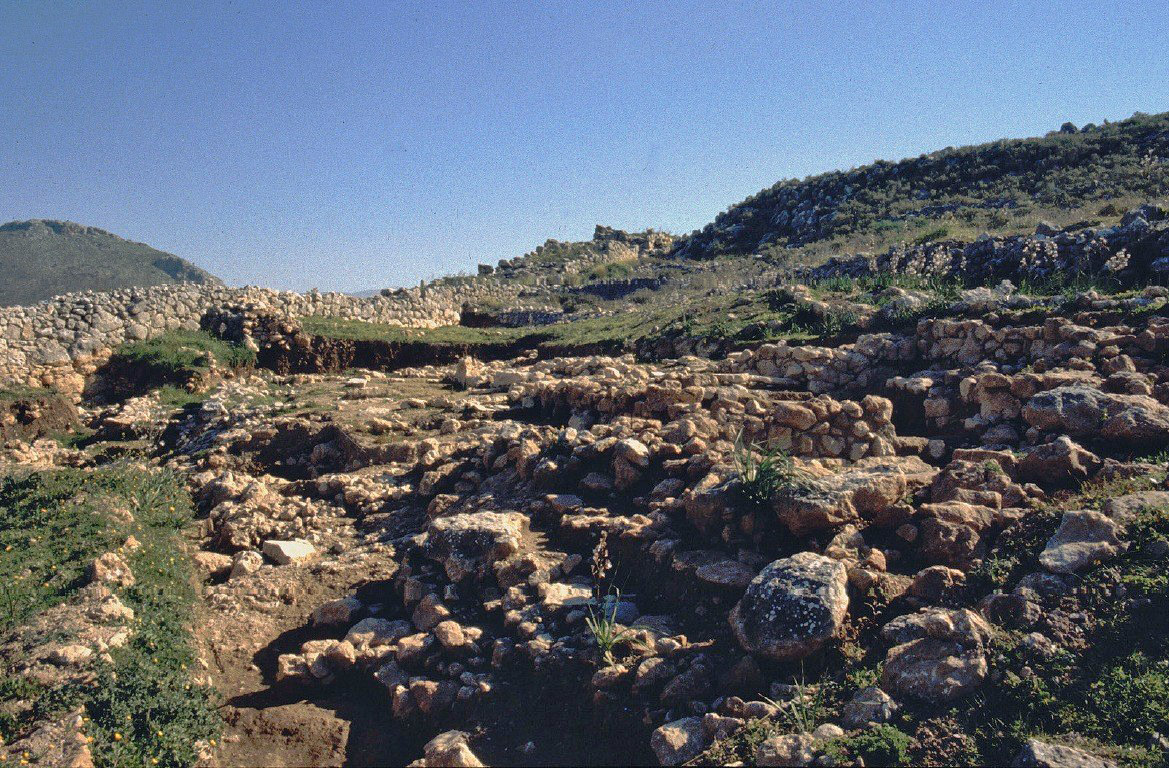
Der Aufstieg zur Burg

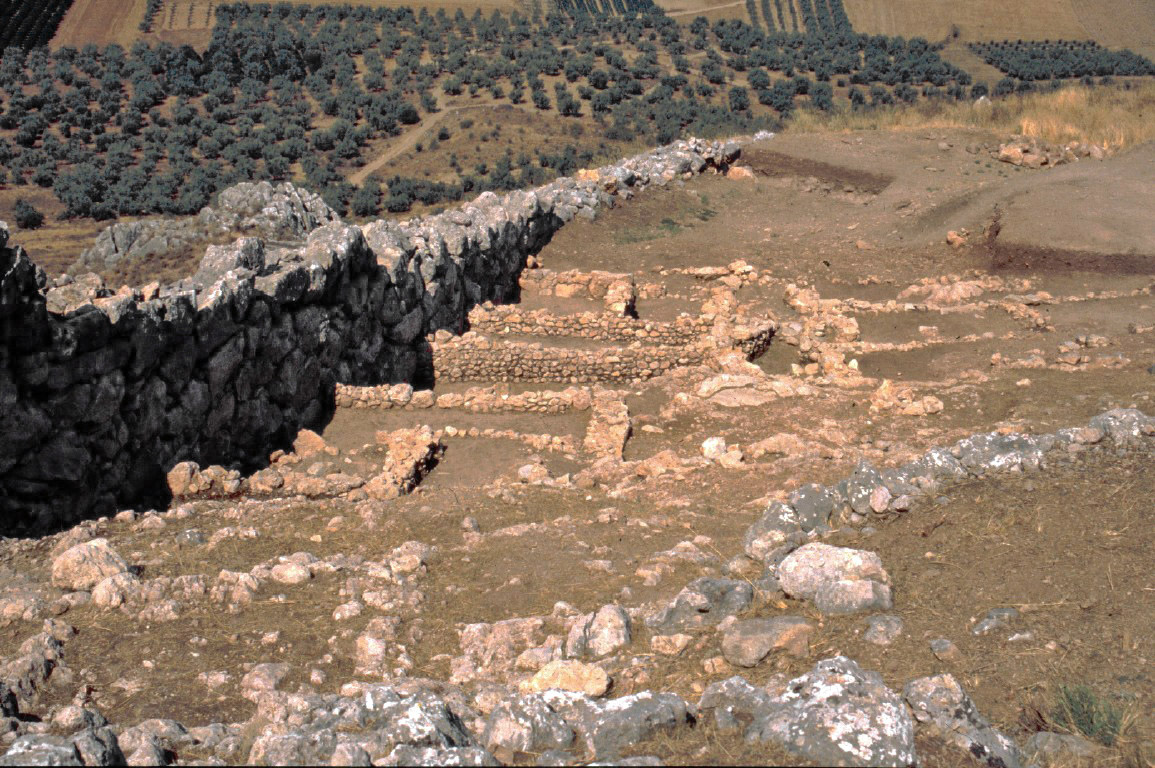
Die Siedlung beim Westtor

Die Burg von Midea (altgriechisch Μιδέα; auch Mideia Μίδεια) liegt am Nordostrand der Ebene von Argos und etwa 10 km östlich von Argos im Nordosten der Peloponnes. Sie befindet sich auf einem 268 m hohen Hügel, der sich 171 m über die Ebene erhebt. Etwa 1 km nördlich liegt der gleichnamige Ort Midea und etwa 1 km westlich befindet sich Dendra. In Dendra fand man einen mykenischen Friedhof, der vermutlich mit Midea in Verbindung stand.

## Erforschung
Im Jahre 1907 führte das Deutsche Archäologische Institut Athen Probegrabungen durch, fand jedoch keine Häuserreste. Erst 1939 grub eine schwedische Expedition unter Leitung von Axel W. Persson zunächst in Dendra. Danach legte man die beiden Tore von Midea frei. Man machte einige Grabungsschnitte und entdeckte auf der Oberburg Gebäudefundamente. Im Jahre 1963 leiteten der griechische Archäologe Nikolaos Verdelis und sein schwedischer Kollege Paul Åström eine kurze Grabungskampagne. Von 1983 bis 1999 führte ein griechisch-schwedisches Team systematische Grabungen unter Leitung von Katie Demakopoulou und Paul Åström durch. Seit 2000 leitet Ann-Louise Schallin die schwedischen Grabungen. Die Funde sind größtenteils im Archäologischen Museum von Nafplio ausgestellt.

## Mythologie
Als erster Herrscher von Midea wird Proitos genannt. Anderen Quellen zufolge soll jedoch Perseus die Stadt gegründet haben, die deshalb ursprünglich Persepolis (Περσέως πόλις) hieß. Laut Bibliotheke des Apollodor errichtete Perseus die Befestigungsmauer um Midea. Perseus Sohn Elektryon herrschte nach seinem Vater über die Stadt. Er war mit Anaxo verheiratet, zeugte jedoch mit der „Phrygierin“ Mideia einen unehelichen Sohn, den sie Likymnios nannten. Den Namen der Stadt änderte er ihr zu Ehren in Midea.
Alkmene, die Tochter des Elektryon und Mutter des Herakles, soll hier geboren worden sein und regierte hier zusammen mit ihrem Gatten Amphitryon. Dieser tötete jedoch aus Versehen seinen Schwiegervater und musste zusammen mit seiner Frau die Argolis verlassen und Elektryons Bruder Sthenelos trat nun die Herrschaft an. Da Hippodameia, die Frau des Pelops, ihre Söhne Atreus und Thyestes zum Mord an Chrysippos anstiftete und diese die Tat ausführten, wurden alle drei aus der Elis verbannt. Sthenelos, der weiterhin über Mykene herrschte, überließ Midea Atreus und Thyestes.

## Geschichte von Midea
Der Hügel von Midea war bereits während des Jungneolithikums und Spätneolithikums (5.–4. Jahrtausend v. Chr.) bewohnt. Im Frühhelladikum entstand eine Siedlung, die auch während des Mittelhelladikums und Späthelladikums existierte. Im 14. Jahrhundert v. Chr. gewann Midea an Bedeutung und erreichte im 13. Jahrhundert v. Chr. seine Blüte. Mitte des 13. Jahrhunderts v. Chr. wurden die Stadtmauer und die meisten heute noch nachweisbaren Häuser errichtet. Die Funde aus dieser Zeit bezeugen Handelsbeziehung zu Kreta und dem östlichen Mittelmeerraum. Handelswaren könnten u. a. Textilprodukte gewesen sein; im Bereich des Osttors Mideas wurden Spuren entdeckt, die auf eine Produktionsstätte für Textilien deuten. Um 1200 v. Chr. wurde Midea stark zerstört, blieb jedoch im 12. Jahrhundert v. Chr. weiter bewohnt.
Wenige Funde aus der archaischen Zeit (7.–6. Jahrhundert v. Chr.) deuten darauf hin, dass sich ein Heiligtum am Ort befand. Kurz nach den Perserkriegen um 470 v. Chr. wurde Midea laut Pausanias von den Argivern zerstört. Strabon fand es im 1. Jahrhundert n. Chr. verlassen vor und Pausanias sah im 2. Jahrhundert n. Chr. nur noch Grundmauern der Stadt. Für die spätrömische und frühbyzantinische (4.–7. Jahrhundert n. Chr.), sowie für die byzantinische Zeit (12.–13. Jahrhundert n. Chr.) konnte allerdings Besiedlung in Midea nachgewiesen werden.

## Beschreibung
Die Burg umfasste eine Fläche von etwa 24.000 m² und wurde durch eine etwa 450 m lange und 5–7 m starke Mauer befestigt, die heute noch bis zu einer Höhe von 7 m erhalten ist. Diese Mauer verlief nicht um die gesamte Bergkuppe – da die Südostflanke steil abfällt, wurde hier auf eine Mauer verzichtet. Die Fassaden der Mauer wurden aus großen Steinen errichtet und als Füllmaterial dienten kleinere Steine. Die Mauern verliefen geradlinig und die gerundete Ecken waren wulstartig zu Bastionen ausgebaut. Die Mauer wurde in einer Bauphase errichtet und nur am nordwestlichen Mauerzug sind Ausbesserungen feststellbar.

### Tore
Es gab zwei Tore, das Haupttor im Osten und ein kleineres im Westen. Im Nordwesten entdeckte man einen unterirdischen Geheimgang (Syrinx), der unter der Mauer hindurchführte und vermutlich als Flucht- oder Ausfallstor diente. Eine Rampe führte zu einer Terrasse direkt vor dem Osttor. Dieses hatte außen eine Breite von 1,55 m und innen von 2,25 m, so konnte es besser gegen Angreifer verteidigt werden. In der monolithischen Türschwelle fand man eine Bohrung zur Aufnahme der Türangel. Das Westtor lag am südlichen Ende der Westmauer. Zu diesem führte ebenfalls eine Rampe zu einer Terrasse vor dem Tor. Nördlich dieser Terrasse befand sich eine 11 × 11 m große Bastion. Im Toreingang befand sich eine – wohl für eine Wachmannschaft gedachte – Kammer, in der man Vorratsgefäße und Fragmente von Wandmalereien, möglicherweise eines Miniaturfreskos fand. Mittig im Zugang stand eine stuckierte Basis von 30 cm Höhe und 37 cm Durchmesser, die wahrscheinlich mit einer Stütze für die Torüberdachung zu verbinden ist. Beiderseits dieser Stütze war der eigentliche Durchgang somit nur einen Meter breit.
Eine Straße im Inneren der Burg verband die beiden Tore. Östlich entlang dieser Straße befindet sich eine Felskante, die Midea in eine östliche Oberburg und eine westliche Unterburg teilte. Auf dieser Kante war eine Stützmauer errichtet. Der Zugang zur Oberburg lag direkt am Osttor.

### Oberburg
Im Nordwesten der Oberburg fand man Keramik aus dem späten Neolithikum. Gebäudefundamente stammen aus der früh- und mittelhelladischen Zeit. Außerdem fand man Gräber aus der mittelhelladischen Zeit. Keramik wurde aus der gesamten helladischen Periode entdeckt. Im Zentrum der Oberburg konnte man aufgrund von Bodenerosion nur spärliche Reste eines Gebäudes aus mykenischer Zeit beobachten. Da man in dessen Nähe Keramik von hoher Qualität fand, vermutet man, dass hier der Palast von Midea lag. An der Ostmauer entdeckte man unterirdische Räume, die als Werkstätten und Lagerräume dienten und ursprünglich ein weiteres Stockwerk trugen.

### Unterburg
Im Nordosten fand man das größte Gebäude der Unterburg, das sogenannte Megaron. Es war ein 14 m langes und 7,50 m breites Gebäude mit einem Herd in der Mitte, der von vier hölzernen Säulen gesäumt wurde. Das Gebäude wurde bei einem Erdbeben um 1200 v. Chr. zerstört. Bald darauf wurde es durch ein längliches Gebäude mit einer mittigen Säulenreihe ersetzt. Unter den Funden aus dem Megaron befanden sich Ritualgefäße, Kultfiguren, Schwertknäufe, Fayence- und Glasschmuck sowie Siegelabdrücke. Zwei der Siegelabdrücke trugen Linear-B-Schriftzeichen.
In der Nähe des Westtors wurde von 1996 bis 2000 ein Gebäudekomplex freigelegt, dessen Mauern teilweise mit Fresken verziert waren. Um einen Mittelgang gruppierten sich 15 Räume, die als Werkstätten und Lagerräume dienten, darüber befand sich ein zweites Stockwerk. Keramik, im Stil SH III B2 bemalt, verweist in die Zeit zwischen ca. 1240/25 und 1190v. Chr., also die Jahrzehnte bevor das Gebäude zerstört wurde. Neben mykenischer Keramik fand man zahlreiche Bügelkannen und Tonkrüge aus Kreta, die zum Teil Linear B-Inschriften trugen. Eine Bügelkanne trägt den Eigennamen wi-na-jo. Ein Siegel zeigt eine Spinne und trägt das Linear B-Ideogramm für Weizen.
Etwa 40 m nördlich des Westtores fand man Reste von drei Gebäuden an einer Straße. Die freigelegten Räume dienten als Werkstatt und Wohnung. Neben spätmykenischer Keramik (SH III B2) fand man die Figur einer Göttin, die auf der Töpferscheibe hergestellt wurde, Siegel, Werkzeuge, Rohstoffe, Halbedelsteine und verkohlte Feigen. Eine Tonplombe mit der Darstellung eines Löwen, der einen Stier attackiert, trägt die Linear B-Inschrift o-pa, me-ka-ro-de a3-so-ni-jo (Tribut an das Megaron von Aisonios).